# 4,4'-bis(chlorométhyl)biphényle
Le 4,4'-bis(chlorométhyl)biphényle est un composé chimique utilisé comme intermédiaire dans la production d'azurant optique, de substances désinfectantes ou de polymères pour l'électronique.

## Production et synthèse
La voie de synthèse principale est la chlorométhylation via la réaction de Blanc.